# Cailloux-sur-Fontaines
Cailloux-sur-Fontaines település Franciaországban, Métropole de Lyon különleges státuszú nagyvárosban (métropole: nagyjából „megyei jogú város”). Lakosainak száma 2951 fő (2022. január 1.). Cailloux-sur-Fontaines Mionnay, Miribel, Montanay, Rillieux-la-Pape, Sathonay-Village, Fleurieu-sur-Saône és Fontaines-Saint-Martin községekkel határos.

## Népesség
A település népességének változása:
| Lakosok száma | 2525 | 2598 | 2725 | 2722 | 2803 | 2883 | 2879 | 2937 | 2951 |
|               | 2013 | 2015 | 2016 | 2017 | 2018 | 2019 | 2020 | 2021 | 2022 |